# 魚尾峴駅
魚尾峴駅（オミヒョンえき、朝鮮語: 어미현역）は、朝鮮民主主義人民共和国平安北道亀城市にある駅で、青年八院線に属する。

## 隣の駅
青年八院線
龍豊駅 - 魚尾峴駅 - 東山駅